# Cinnamomum nitidum
Cinnamomum nitidum är en lagerväxtart som beskrevs av Carl Ludwig von Blume. Cinnamomum nitidum ingår i släktet Cinnamomum och familjen lagerväxter. Inga underarter finns listade i Catalogue of Life.